# Eerste divisie (mannenhandbal) 2023/24
De eerste divisie 2023/24 is de op een na hoogste afdeling van het Nederlandse handbal bij de mannen op landelijk niveau.

## Opzet
- De nummer 1 is kampioen en promoveert rechtstreeks naar de eredivisie
- De nummers 15 en 16, degraderen rechtstreeks naar de tweede divisie

Indien een vereniging met een team dat uitkomt in de eredivisie, een 2e team heeft dat uitkomt in de eerste divisie, kan het team van betrokken vereniging niet in aanmerking komen voor promotie naar de eredivisie.
Indien een team kampioen wordt en niet kan promoveren naar de eredivisie promoveert de eerstvolgende op de ranglijst, mits die geen team in de eredivisie heeft, alsnog rechtstreeks naar de eredivisie.

## Teams
| Ploeg                            | Plaats     | Provincie     | Trainer                                           | Hal                       |
| -------------------------------- | ---------- | ------------- | ------------------------------------------------- | ------------------------- |
| Green Park Handbal Aalsmeer 3    | Aalsmeer   | Noord-Holland | Herman Schaap                                     | De Bloemhof               |
| FilterCare Achilles              | Apeldoorn  | Gelderland    | Tonio van Rhee                                    | Mheenhal                  |
| iApples/Aristos                  | Amsterdam  | Noord-Holland | Vlad Tufis                                        | Aristoshal                |
| Simons/Artemis '15               | Wehl       | Gelderland    | Frans Jordens                                     | De Bongerd                |
| Atomium '61                      | Rotterdam  | Zuid-Holland  | Sjoerd Snijders                                   | De Enk                    |
| BFC 2                            | Beek       | Limburg       | Eric Eussen Berry Rekmans ontslagen in april 2024 | De Haamen                 |
| DWS                              | Schiedam   | Zuid-Holland  | Marjolein Luijten-van den Tas                     | Groenoordhal              |
| Gemini Voerendaal                | Voerendaal | Limburg       | Raymond Beaujean                                  | De Joffer                 |
| Havas                            | Almere     | Flevoland     | Sicco Timmerman                                   | Stedenwijk                |
| Broekhuyzen/Hellas 2             | Den Haag   | Zuid-Holland  | Maurice van Zielst                                | Hellashal                 |
| Houten 2                         | Houten     | Utrecht       | Remco Dörr                                        | The Dome                  |
| Drenth Groep Hurry Up/E&O 2      | Zwartemeer | Drenthe       | ?                                                 | Techniekplein Emmen Arena |
| Rapiditas                        | Weert      | Limburg       | Osvaldo Gomes                                     | Aan de Bron               |
| Uni-Verde (HV Quintus/VELO)      | Westland   | Zuid-Holland  | Lex Dofferhoff                                    | Eekhout Hal               |
| De Lange Natuursteen/Unitas      | Rolde      | Drenthe       | Henk Smeenge                                      | De Boerhoorn              |
| handbalshop.nl Witte Ster/Tachos | Waspik     | Noord-Brabant | Roy Meijs                                         | Sportcentrum Waspik       |

## Stand
| Pos | Club                             | Wed | W  | G | V  | Ptn | DV  | DT  | +/−  | Opmerking                         |
| --- | -------------------------------- | --- | -- | - | -- | --- | --- | --- | ---- | --------------------------------- |
| 1   | iApples/Aristos                  | 30  | 26 | 1 | 3  | 51  | 954 | 776 | 178  | Promotie naar de eredivisie       |
| 2   | Rapiditas                        | 30  | 23 | 2 | 5  | 48  | 864 | 719 | 145  |                                   |
| 3   | De Lange Natuursteen/Unitas      | 30  | 15 | 4 | 11 | 34  | 837 | 785 | 52   |                                   |
| 4   | Havas                            | 30  | 16 | 2 | 12 | 34  | 923 | 894 | 29   |                                   |
| 5   | DWS                              | 30  | 15 | 3 | 12 | 33  | 851 | 798 | 53   |                                   |
| 6   | FilterCare Achilles              | 30  | 15 | 2 | 13 | 32  | 825 | 797 | 28   |                                   |
| 7   | Simons/Artemis '15               | 30  | 14 | 2 | 14 | 30  | 762 | 798 | -36  |                                   |
| 8   | Houten 2                         | 30  | 14 | 2 | 14 | 30  | 858 | 840 | 18   |                                   |
| 9   | Gemini Voerendaal                | 30  | 14 | 1 | 15 | 29  | 788 | 762 | 26   |                                   |
| 10  | Drenth Groep Hurry Up/E&O 2      | 30  | 14 | 0 | 16 | 28  | 791 | 871 | -80  |                                   |
| 11  | Green Park Handbal Aalsmeer 3    | 30  | 13 | 1 | 16 | 27  | 811 | 881 | -70  |                                   |
| 12  | BFC 2                            | 30  | 11 | 1 | 18 | 23  | 817 | 813 | 4    |                                   |
| 13  | handbalshop.nl Witte Ster/Tachos | 30  | 11 | 1 | 18 | 23  | 748 | 836 | -88  |                                   |
| 14  | Atomium '61                      | 30  | 10 | 1 | 19 | 21  | 867 | 909 | -42  |                                   |
| 15  | Broekhuyzen/Hellas 2             | 30  | 9  | 3 | 18 | 21  | 737 | 831 | -94  | Degradatie naar de tweede divisie |
| 16  | Uni-Verde                        | 30  | 7  | 0 | 23 | 14  | 673 | 796 | -123 | Degradatie naar de tweede divisie |

## Uitslagen
|                                  | AAL     | ACH     | ARI     | ART     | ATO     | BFC     | DWS     | GEV     | HAV     | HEL     | HOU     | H/E     | RAP     | UNV     | UNI     | W/T     |
| -------------------------------- | ------- | ------- | ------- | ------- | ------- | ------- | ------- | ------- | ------- | ------- | ------- | ------- | ------- | ------- | ------- | ------- |
| Green Park Handbal Aalsmeer 3    |         | 35 - 27 | 32 - 40 | 25 - 27 | 29 - 24 | 31 - 24 | 26 - 27 | 32 - 28 | 27 - 22 | 25 - 30 | 26 - 25 | 29 - 28 | 32 - 25 | 26 - 18 | 27 - 26 | 32 - 25 |
| FilterCare Achilles              | 39 - 28 |         | 26 - 34 | 34 - 23 | 28 - 27 | 38 - 29 | 31 - 25 | 23 - 25 | 28 - 28 | 31 - 23 | 30 - 25 | 31 - 16 | 24 - 26 | 31 - 23 | 32 - 31 | 32 - 16 |
| iApples/Aristos                  | 32 - 18 | 37 - 23 |         | 30 - 19 | 40 - 34 | 32 - 25 | 31 - 26 | 34 - 23 | 30 - 32 | 30 - 23 | 30 - 22 | 33 - 25 | 29 - 32 | 31 - 21 | 35 - 23 | 33 - 25 |
| Simons/Artemis '15               | 27 - 21 | 25 - 35 | 28 - 31 |         | 24 - 20 | 34 - 28 | 25 - 27 | 25 - 21 | 32 - 28 | 26 - 25 | 30 - 29 | 31 - 18 | 20 - 29 | 26 - 23 | 25 - 25 | 23 - 25 |
| Atomium '61                      | 33 - 29 | 25 - 28 | 34 - 39 | 23 - 22 |         | 28 - 31 | 34 - 31 | 28 - 26 | 30 - 33 | 25 - 22 | 41 - 29 | 45 - 29 | 29 - 29 | 26 - 24 | 26 - 25 | 22 - 24 |
| BFC 2                            | 37 - 22 | 27 - 24 | 27 - 29 | 34 - 19 | 29 - 21 |         | 32 - 35 | 22 - 25 | 27 - 24 | 23 - 24 | 29 - 33 | 35 - 26 | 27 - 28 | 28 - 20 | 20 - 24 | 38 - 23 |
| DWS                              | 40 - 25 | 33 - 22 | 28 - 30 | 28 - 28 | 32 - 22 | 20 - 22 |         | 19 - 23 | 38 - 29 | 27 - 29 | 22 - 26 | 35 - 33 | 27 - 31 | 28 - 18 | 30 - 29 | 32 - 23 |
| Gemini Voerendaal                | 29 - 25 | 18 - 24 | 29 - 23 | 31 - 33 | 30 - 25 | 18 - 17 | 27 - 28 |         | 32 - 38 | 37 - 16 | 26 - 20 | 22 - 18 | 18 - 23 | 29 - 20 | 26 - 26 | 33 - 24 |
| Havas                            | 32 - 19 | 28 - 26 | 26 - 30 | 32 - 29 | 37 - 33 | 41 - 30 | 26 - 26 | 34 - 37 |         | 37 - 32 | 36 - 33 | 35 - 24 | 31 - 32 | 33 - 25 | 22 - 32 | 30 - 29 |
| Broekhuyzen/Hellas 2             | 26 - 26 | 25 - 23 | 22 - 31 | 17 - 23 | 23 - 30 | 25 - 25 | 30 - 26 | 25 - 24 | 28 - 36 |         | 31 - 31 | 29 - 31 | 25 - 27 | 23 - 19 | 26 - 29 | 24 - 23 |
| Houten 2                         | 33 - 29 | 35 - 19 | 23 - 29 | 23 - 30 | 43 - 28 | 28 - 25 | 33 - 32 | 30 - 25 | 31 - 37 | 30 - 19 |         | 26 - 27 | 34 - 29 | 32 - 31 | 27 - 26 | 20 - 26 |
| Drenth Groep Hurry Up/E&O 2      | 34 - 32 | 25 - 26 | 24 - 30 | 26 - 27 | 36 - 35 | 27 - 22 | 27 - 26 | 27 - 26 | 31 - 29 | 24 - 28 | 28 - 26 |         | 24 - 20 | 30 - 27 | 29 - 20 | 27 - 26 |
| Rapiditas                        | 38 - 21 | 26 - 23 | 24 - 29 | 27 - 24 | 36 - 31 | 30 - 22 | 21 - 26 | 29 - 20 | 30 - 24 | 26 - 16 | 31 - 31 | 35 - 23 |         | 31 - 9  | 28 - 24 | 39 - 20 |
| Uni-Verde                        | 22 - 23 | 22 - 15 | 22 - 29 | 35 - 23 | 30 - 28 | 26 - 30 | 20 - 31 | 22 - 20 | 25 - 30 | 28 - 27 | 18 - 25 | 29 - 21 | 12 - 26 |         | 24 - 23 | 18 - 21 |
| De Lange Natuursteen/Unitas      | 32 - 26 | 27 - 27 | 33 - 36 | 24 - 19 | 34 - 29 | 25 - 22 | 25 - 25 | 30 - 24 | 33 - 26 | 33 - 23 | 32 - 27 | 32 - 25 | 24 - 34 | 22 - 21 |         | 29 - 20 |
| handbalshop.nl Witte Ster/Tachos | 31 - 33 | 30 - 25 | 27 - 27 | 24 - 15 | 37 - 31 | 33 - 30 | 20 - 21 | 22 - 36 | 35 - 27 | 25 - 21 | 18 - 28 | 24 - 28 | 20 - 22 | 28 - 21 | 24 - 39 |         |